# 三角蝴蝶魚
三角蝴蝶魚，為輻鰭魚綱鱸形目蝴蝶魚科的其中一種。

## 分布
本魚分布於印度洋區，包括馬達加斯加、模里西斯、塞席爾群島、馬爾地夫、印尼、泰國等海域。

## 特徵
本魚體側扁，體色以藍灰色為底，並具有數十條白色呈「ㄑ」字型的條紋。頭部具三條黑縱紋，其中第一二條通過眼睛。吻部及額頭為橙色。背鰭及臀鰭鰭條巨藍色、黑色邊緣，尾鰭基部黃色，尾鰭黑色具白邊，其中間有一條黃色的「ㄑ」條紋。背鰭硬棘13枚，背鰭軟條21~23枚;臀鰭硬棘3枚、臀鰭軟條17~19枚。體長可達12公分。

## 生態
本魚棲息於潟湖與臨海礁石，喜在鹿角珊瑚間活動，肉食性，以珊瑚蟲為主食，具有地域性。

## 經濟利用
為色彩艷麗的觀賞魚。